# I lancieri del deserto
I lancieri del deserto  (Massacre River) è un film del 1949 diretto da John Rawlins.
È un film western statunitense con Guy Madison, e Rory Calhoun. È basato sul romanzo del 1916 When a Man's a Man di Harold Bell Wright.

## Produzione
Il film, diretto da John Rawlins su una sceneggiatura di Louis Stevens e, per alcuni dialoghi addizionali, di Otto Englander con il soggetto di Harold Bell Wright (autore del romanzo), fu prodotto da Julian Lesser e Frank Melford per la Windsor Pictures Corporation e girato nei pressi del Canyon de Chelly National Monument a Chinle, Arizona, e nell'Iverson Ranch a Chatsworth, Los Angeles, in California. Il titolo di lavorazione fu When a Man's a Man. Nei titoli di apertura vi sono ringraziamenti per l'U.S. Department of the Interior, il National Park Service e l'Office of Indian Affairs.

## Distribuzione
Il film fu distribuito con il titolo Massacre River negli Stati Uniti dal 26 giugno 1949 al cinema dalla Allied Artists Pictures.
Altre distribuzioni:
- in Austria il 25 agosto 1950 (Die Schlacht am Strom)
- in Francia il 6 luglio 1951 (La rivière des massacres)
- in Germania Ovest il 20 luglio 1951 (Zweikampf am Red River)
- in Svezia il 29 agosto 1951 (Gränsfloden)
- in Giappone il 20 agosto 1952
- in Portogallo il 6 luglio 1954 (O Rio do Massacre)
- in Spagna (Crimen en el Oeste)
- in Brasile (Rio Sangrento)
- in Grecia (To potami tis megalis sfagis)
- in Italia (I lancieri del deserto )

## Promozione
La tagline è: "Thrill-swept epic of a flaming frontier!".